# Sarah Weddington
Pour les articles homonymes, voir Weddington.
Sarah Weddington, née Sarah Ragle (5 février 1945 - 26 décembre 2021) est une avocate américaine, professeur de droit et membre de la Chambre des représentants du Texas, connue pour avoir représenté « Jane Roe » (de son vrai nom Norma McCorvey) dans l'affaire Roe v. Wade devant la Cour suprême des États-Unis,.

## Biographie
Sarah Ragle naît à Abilene, au Texas, fille de Lena Catherine et du pasteur méthodiste Herbert Doyle Ragle,.
Elle obtient une licence d'anglais à l'université McMurry. Elle poursuit ses études en 1964 à la faculté de droit de l'université du Texas et obtient son diplôme en 1967. Sarah Weddington est également titulaire de doctorats honoris causa de l'université McMurry, du Hamilton College, du Austin College, de l'université Southwestern et de la Nova Southeastern University.
Elle se marie en 1968, puis le couple se sépare en 1974,,.

## Roe v. Wade
Sarah Weddington est surtout connue pour avoir intenté une action contre Henry Wade, le procureur de Dallas. La plaignante est désignée dans les documents juridiques sous le nom de « Jane Roe » pour protéger son anonymat.
Sarah Weddington a d'abord présenté le cas devant un tribunal de district de Dallas en mai 1970. Le tribunal de district a reconnu que les lois du Texas sur l'avortement étaient inconstitutionnelles, mais l'État du Texas a fait appel de la décision, l'amenant devant la Cour suprême des États-Unis.
Elle comparaît alors devant la Cour suprême en 1971 puis en 1972. Son argumentaire se fonde sur les 1er, 4e, 5e, 8e, 9e et 14e amendements, ainsi que sur la décision précédente de la Cour dans Griswold v. Connecticut, qui a légalisé la vente de contraceptifs sur la base du droit à la vie privée.
La décision de la Cour en janvier 1973 annule la loi du Texas sur l'avortement par une majorité de 7 contre 2 et légalise ainsi l'avortement dans l'ensemble du pays.

## Carrière politique
Sarah Weddington est élue à la Chambre des représentants du Texas, où elle effectue trois mandats. Elle sert au département de l'Agriculture des États-Unis en 1977, puis est assistante du président Jimmy Carter de 1978 à 1981. Elle est conférencière à la Texas Woman's University de 1981 à 1990 et à l'université du Texas à Austin jusqu'en 2012.
Elle meurt à son domicile d'Austin le 26 décembre 2021, à 76 ans,.